# Sophia Reid-Gantzert
Sophia Reid-Gantzert (Port Coquitlam, 18 de janeiro de 2010) é uma atriz e dançarina canadense. Ela começou a dançar aos dois anos e ganhou uma competição na Áustria aos seis anos. Em 2017, ela fez sua estreia como atriz no filme para televisão The Sweetest Christmas. Reid-Gantzert recebeu elogios da crítica por sua atuação como Karen Brewer em The Baby-Sitters Club (2020–2021), da Netflix. Mais tarde, ela desempenhou papéis principais na série de comédia Scaredy Cats (2021) e no filme sobre amadurecimento Popular Theory (2024).

## Vida inicial
Sophia Reid-Gantzert nasceu em 18 de janeiro de 2010, filha de Kerri-Ann e René Gantzert, a mais nova de seis filhos; ela é de Port Coquitlam. Reid-Gantzert frequentou a Encore Dance Academy desde os dois anos de idade. Ela se transferiu para a Caulfield School of Dance em setembro de 2014 para estudar jazz, teatro musical e balé. Aos seis anos, ela ganhou o Vienna International Ballet Experience, uma competição na Áustria, na divisão de dançarinos solo de sete anos ou menos. Reid-Gantzert também treinou no Paris Opera Ballet e na Danceworks Ballet Academy. Em 2016, ela estudou na Meadowridge School em Maple Ridge, Colúmbia Britânica.

## Carreira
Reid-Gantzert apareceu pela primeira vez na tela no filme para televisão de 2017 The Sweetest Christmas como Harper. Em 2020, ela desempenhou o papel recorrente de Karen Brewer, a filha franca e estranha de Watson Brewer, em The Baby-Sitters Club da Netflix. A série e suas performances receberam elogios da crítica. Do The Hollywood Reporter, Robyn Bahr a considerou um destaque teatral, enquanto o The Hindu disse que ela interpretou o papel "com total entusiasmo"; Alexis Gunderson, do Paste, listou todo o elenco da série como uma das melhores atuações de 2020, destacando a "interpretação deliciosamente desequilibrada de Karen Brewer por Reid-Gantzert, que irá assombrar [ela] (da melhor e mais hilária maneira) pelo resto da [sua] vida".
Em outubro de 2021, Reid-Gantzert liderou o elenco da série de comédia da Netflix, Scaredy Cats como Willa Ward, uma garota que descobre que é uma bruxa em seu aniversário de 12 anos. Joel Keller, do Decider, considerou sua performance como inteligente, real e "encaixada bem entre precoce e boba"; a escritora do Common Sense Media, Joly Herman, discordou, considerando a atuação "menos que ótima". No mesmo mês, a segunda temporada de The Baby-Sitters Club foi lançada, com críticas positivas. Kaitlin Thomas, do Paste, elogiou a atuação de Reid-Gantzert, opinando que ela "entrega suas falas com confiança de uma forma que desmente sua pouca idade". Reid-Gantzert também apareceu como Lily Lassiter em Psych 3: This Is Gus, lançado em novembro. No filme da HBO Max, 8-Bit Christmas (2021), ela interpretou Annie Doyle, pelo qual o Los Angeles Times aplaudiu seu "excelente timing". Em 2024, Reid-Gantzert estrelou o filme de comédia sobre amadurecimento Popular Theory e apareceu no seriado de mistério e drama Death and Other Details, do Hulu.

## Filmografia

### Filme
| Ano  | Título          | Papel       | Notas  |
| ---- | --------------- | ----------- | ------ |
| 2021 | 8-Bit Christmas | Annie Doyle | [ 21 ] |
| 2022 | Holiday Harmony | Sarah       | [ 22 ] |
| 2024 | Popular Theory  | Erwin Page  | [ 23 ] |

### Televisão
| Ano       | Título                                | Papel            | Notas                        |
| --------- | ------------------------------------- | ---------------- | ---------------------------- |
| 2017      | The Sweetest Christmas                | Harper           | Filme para televisão         |
| 2017      | Once Upon a Time                      | Young Anastasia  | Episódio: "One Little Tear"  |
| 2018      | Darrow & Darrow: In the Key of Murder | Sarah Wylkes     | Filme para televisão         |
| 2019      | Easter Under Wraps                    | Madison Bailey   | Filme para televisão         |
| 2020–2021 | The Baby-Sitters Club                 | Karen Brewer     | Recorrente; 11 episódios     |
| 2021      | Scaredy Cats                          | Willa Ward       | Papel principal; 9 episódios |
| 2021      | Psych 3: This Is Gus                  | Lily Lassiter    | Filme para televisão         |
| 2022      | Two Sentence Horror Stories           | Angela Manderley | Episódio: "Teatime"          |
| 2024      | Death and Other Details               | Young Imogen     | Recorrente; 4 episódios      |